# Rade de Brest

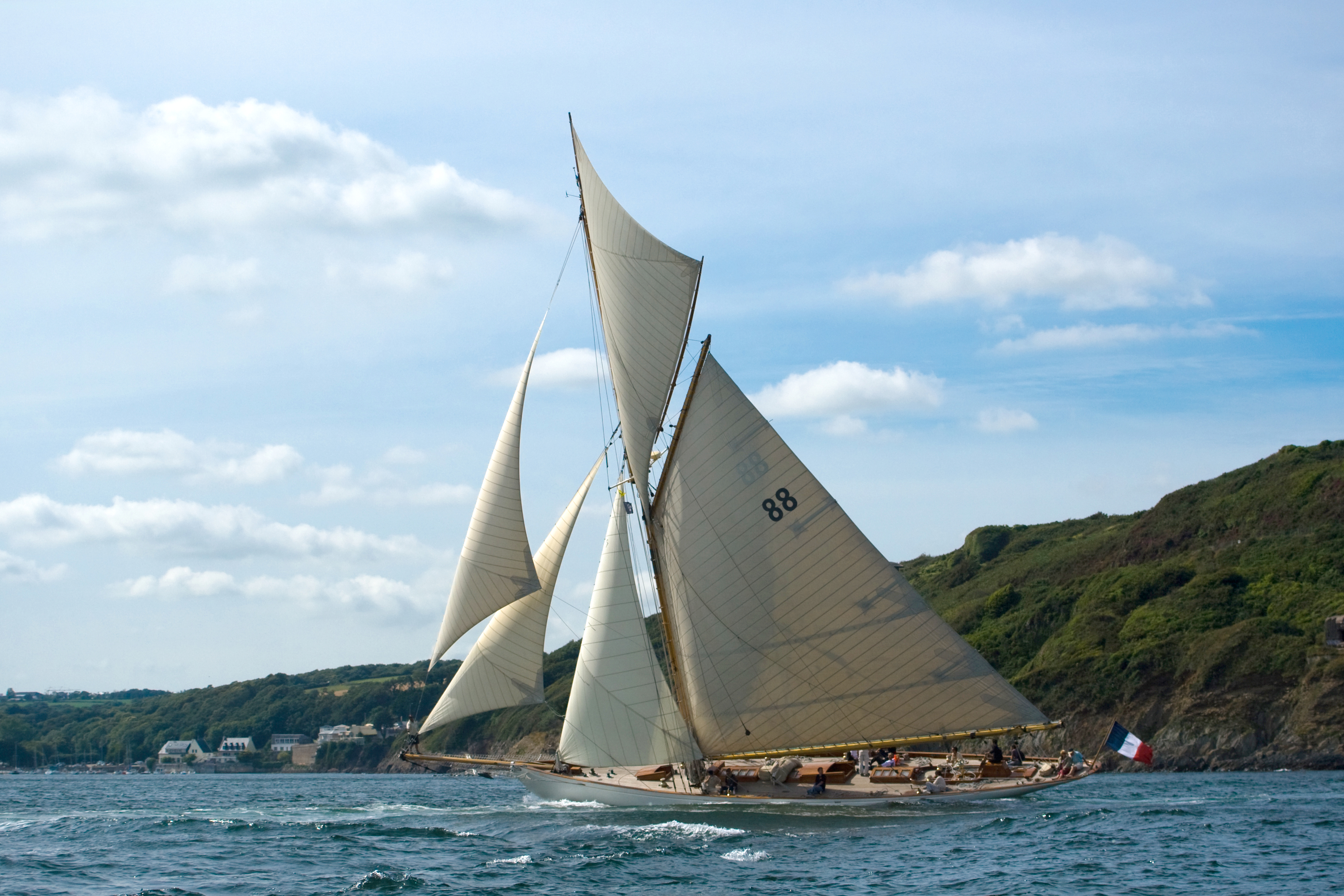
Die Segelyacht Moonbeam (1903 von William Fife konzipiert) während des maritimen Festes "Brest 2008"

Die Rade de Brest (dt.: Reede von Brest, auch Bucht von Brest; bret.: Lenn-vor Brest) ist eine natürliche, tief in das französische Festland hineinragende Bucht bei Brest in der Bretagne. Das etwa 180 km² große Becken ist über den sehr schmalen Goulet de Brest mit dem Atlantischen Ozean verbunden.

## Geographische Lage
Der Eingang zur Rade de Brest liegt im Osten der Iroise. Die Bucht hat einen Umfang von 36 Kilometern. An ihrem Nordufer erstreckt sich die Stadt Brest mit den Hafenanlagen und im Süden wird sie von der Crozon-Halbinsel begrenzt. Drei größere Flüsse münden in die Rade: Im Norden die Penfeld, im Nordosten der Élorn und im Süden die Aulne. Die Reede selbst ist durch zahlreiche steile Riffe und Landspitzen in eine Vielzahl kleinerer und größerer Buchten geteilt. 

## Inseln in der Bucht
- Île Ronde
- Île de la Pointe du Château
- Îles du Bindy
- Île de Tibidy
- Île d'Arun
- Île de Térénez
- Île Longue
- Île du Renard
- Île Trébéron
- Île des Morts
- Île Perdue

## Strategische und wirtschaftliche Bedeutung
Ihre geschützte Lage vor den atlantischen Stürmen, die gut zu sichernde Zufahrt über den Goulet und die Ausmaße und die Tiefe der Bucht, die auch größeren Schiffen einen Zugang ermöglichen, machen die Rade de Brest zu einem hervorragend geeigneten natürlichen Hafen und führten frühzeitig zu einer intensiven Nutzung für die Kriegsmarine und die Handelsschifffahrt.